# Odile Jacob
Pour les articles homonymes, voir Jacob (homonymie).
Odile Jacob, née en 1954, est la fondatrice des éditions Odile Jacob.

## Biographie
Odile Jacob est la fille de François Jacob, prix Nobel de physiologie ou médecine en 1965, et de la pianiste Lysiane Bloch. Elle est la sœur du linguiste Pierre Jacob. 

### Études et formation
Ayant reçu une bourse de la Fondation Sachs, Odile Jacob passe trois ans aux États-Unis à l'université Harvard et à l'Institut Rockefeller, où elle étudie la philosophie, la psycholinguistique et l'éthologie, et rédige une thèse ayant pour sujet l'« acquisition des concepts chez l'enfant ».

### Les Éditions Odile Jacob
De retour en France, après avoir été pendant deux semaines secrétaire de Roberto Rossellini au Festival de Cannes 1977 grâce à son cousin Gilles Jacob, elle apprend le métier d'éditeur aux éditions Jean-Claude Lattès entre 1979 et 1981, puis poursuit son apprentissage chez Fayard, maison au sein de laquelle elle fonde la collection Le temps des Sciences.
Elle fonde sa propre maison d'édition en 1986.

### Prise de position contre l'installation d'agriculteurs
En 2021, Odile Jacob, son conjoint Bernard Gotlieb et deux autres particuliers, s'opposent à l'installation d'un couple d'agriculteurs biologiques sur des parcelles agricoles près de sa résidence secondaire à Adainville (Yvelines), dénonçant des « nuisances olfactives, visuelles et sanitaires »,. Sa requête demandant l'annulation du permis de construire octroyé aux agriculteurs est rejetée par le tribunal administratif de Versailles le 7 janvier 2022,.

### Distinctions
Comme fondatrice de cette maison d'édition, elle a reçu de nombreuses récompenses :
- 1991 : Grand prix de l'information scientifique de l'Académie des sciences.
- 1995 : Prix Veuve Clicquot de la femme d'affaires.
- 2004 : Prix Grinzane-Cavour.
- 2005 : Docteur honoris causa de l'École polytechnique fédérale de Lausanne[9].
- 2010 :  Officier de la Légion d'honneur, chevalier en 2001[10].
- 2011 :  Commandeur de l'ordre national du Mérite[11].